# Rukiel
Rukiel (ros. Рукель) – wieś w Rosji, w Dagestanie, w rejonie derbenckim. W 2010 liczyła 2746 mieszkańców, głównie Azerów.